# Cathédrale Saint-Pierre de Genève
Pour les articles homonymes, voir Cathédrale Saint-Pierre.
La cathédrale protestante Saint-Pierre de Genève est depuis 1535 l'église protestante principale de Genève (Suisse). Auparavant, elle fut pendant mille ans (dès la fin du IVe siècle) l'église cathédrale de l'évêque de Genève. Elle a été pour la dernière fois reconstruite entre les XIIe et XVe siècles, avec un portail datant du XVIIIe siècle. Cette cathédrale est placée sous l'invocation de l'apôtre saint Pierre et porte à l'origine la dénomination « Saint-Pierre-ès-liens » (par référence à la basilique romaine). La cathédrale est aussi un « temple civique » où se tient l'assermentation du gouvernement cantonal (Conseil d'État).
La cathédrale Saint-Pierre de Genève a été inscrite en juillet 2009 dans la liste d'honneur « du patrimoine européen » en raison de son importante valeur historico-culturelle pour l’histoire européenne. Ce label certifie des monuments emblématiques de valeurs européennes et des relations entre les peuples.

## Préambule

### Naissance de Genève
Le premier établissement retrouvé dans la région de Genève, après l’ère glaciaire, se situe à Saint-Gervais sur la rive droite et date de 4500-4000 av. J.-C. Durant le Néolithique, les premiers villages s’installent autour de la rade et s’étendent partiellement sur l’eau durant l’âge du bronze, défendus par des palissades. Une nouvelle agglomération naît sur la terre ferme à la fin du IIe siècle av. J.-C. mais on ne peut parler de ville qu’à partir de 122 av. J.-C.. Elle devient l’un des points militaires et commerciaux les plus importants aux confins de l’empire à la suite de la conquête de la Gaule par les Romains. Vers le milieu du Ier siècle av. J.-C., de larges fossés sont creusés autour d’une citadelle, avec en contrebas un quartier d’artisans et un petit sanctuaire. Après le passage de Jules César, de grands entrepôts, un édifice public et des habitations sont construits près du port et conforte l’idée du rôle de Genève comme un point commercial important.
Un grand bâtiment est construit au Ier siècle en haut de la pente du lac ; cette résidence n’a pas cessé de s’agrandir jusqu’au IVe siècle et devait appartenir à l’un des hauts personnages de la ville.
À la suite du passage des Alamans en 260 et 277 et des destructions qu'ils amènent, Genève connaît une période de renouveau. Elle se fortifie grâce à un système de terrasses au centre de la cité entourée d’une enceinte fortifiée. Le grand bâtiment résidentiel est ensuite réorganisé : on installe le chauffage dans l’une des pièces et des bases de pilier permettent de penser qu’il existait un second étage.
Dès le début du IIIe siècle, Genève redevient le centre régional qu’elle était et sera choisie comme siège épiscopal.

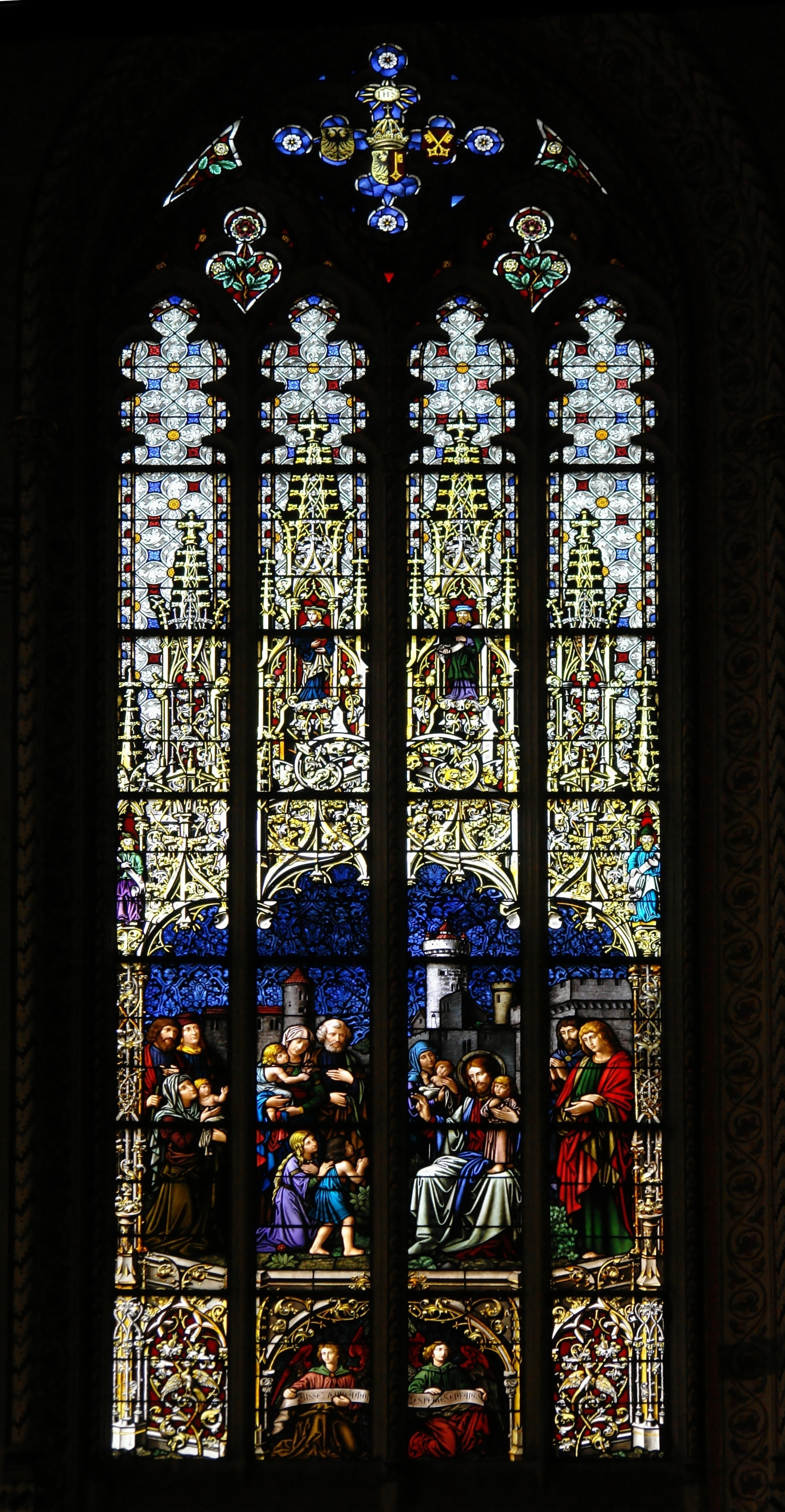
Vitraux de la chapelle des Macchabées : « Laissez venir à moi les petits enfants ».

### Genève au Moyen Âge
L’Empire romain d'Occident s’est dissout et, en 534, les Francs viennent d’annexer le royaume des Burgondes qui s’étaient installés en 443 à Genève. C’est sous ce nouveau règne que le groupe épiscopal subit de profonds changements. La ville voit naître la cathédrale orientale et de nouvelles structures administratives. Plus tard, au IXe siècle, sous le règne des Carolingiens, Genève est gouvernée par des comtes et, en 888, intègre le royaume de Bourgogne. À cette époque, la cité assiste à un monumental essor des paroisses rurales. Avec ce développement, vers l’an 1000, une crypte « hors-d’œuvre » s’ajoute à la cathédrale désormais unique et le chœur s’agrandit. Enfin, c’est en 1032 que Genève rejoint le Saint-Empire romain germanique.

### Première cathédrale de Genève

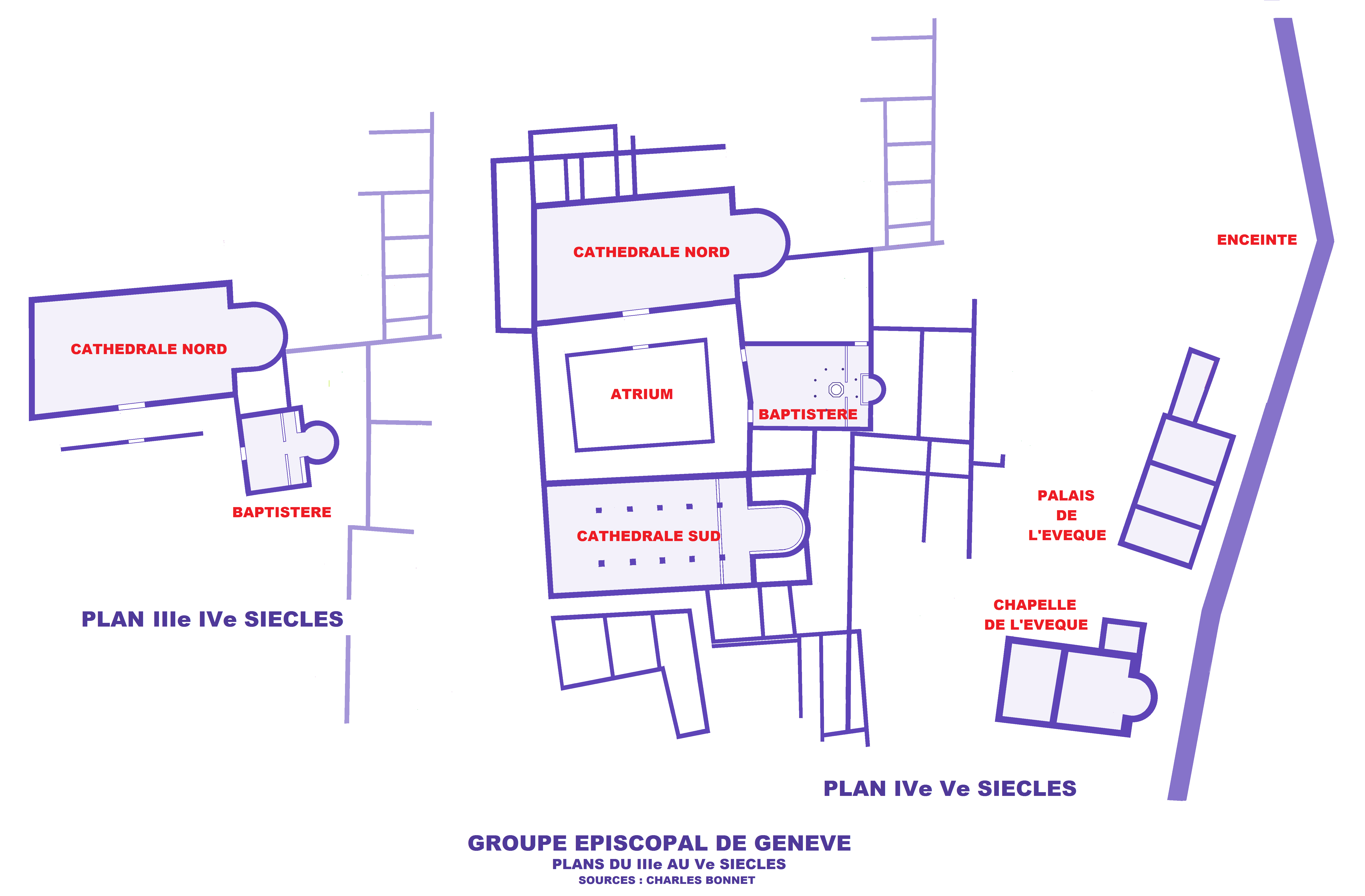
Groupe cathédral du.

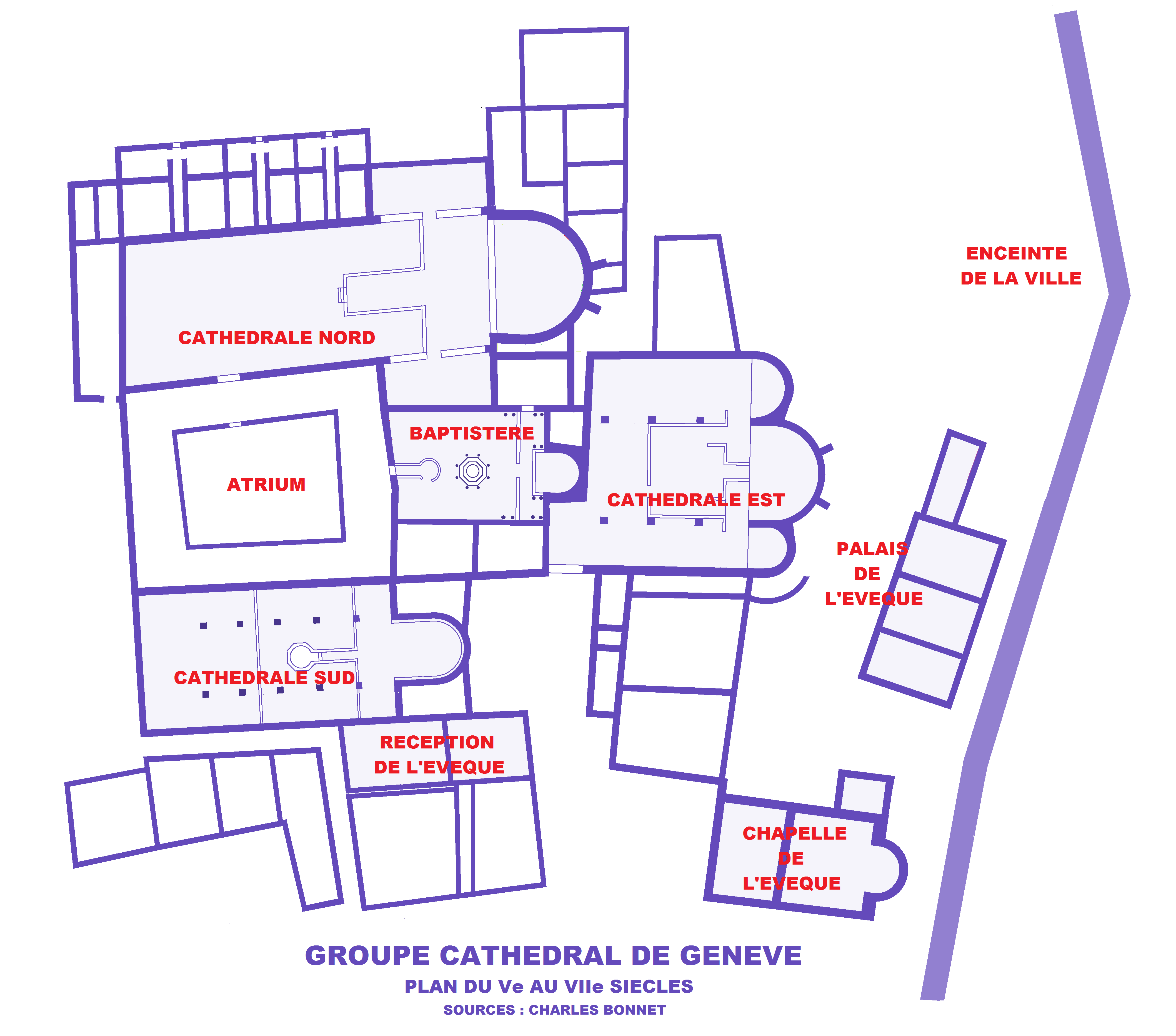
Groupe cathédral du.

La première cathédrale de Genève remonte à la fin du IVe siècle. Cette cathédrale (désignée comme « cathédrale nord » par les archéologues) est intégrée dans un ensemble qui comprend en outre un baptistère et une église qui fut probablement un martyrium (destinée à la vénération des reliques des martyrs) ; il y avait en outre des bâtiments d’habitation appuyés à la cathédrale nord. À cette époque, l'évêque est l’homme le plus important de la cité : il gouverne depuis le groupe épiscopal qui se dresse depuis la fin du IVe siècle sur la colline et où se déroulent la plupart des activités religieuses, politiques et économiques. La ville de Genève est fortement influencée, tant au niveau politique que topographique, par l’essor du christianisme, à la suite de sa reconnaissance par l’empereur romain Constantin en l’an 313.
Dans son état initial, aux alentours de l’an 380, cette cathédrale mesure 32 mètres de longueur par 15 de largeur et constitue un lieu de rassemblement pour les fidèles. Elle se dresse en fait sur les fondations du grand bâtiment résidentiel dont les axes ne se coupent pas à angle droit, ce qui explique la tenue légèrement en biais de l’église. La cathédrale ne possède qu’une entrée latérale précédée d’un vestibule et est montée en opus africanum. La nef est séparée en deux par une légère barrière dans le but hypothétique de créer une scission entre les fidèles privilégiés et les autres ; le chœur est également séparé de la nef par une barrière ; on nomme cette zone presbyterium[réf. souhaitée].
Le baptistère est une annexe réservée au baptême et dont la forme changera beaucoup. Dans les premiers temps, c’est un simple bâtiment rectangulaire doté d’une abside et équipé d’une cuve à immersion d’un mètre carré placée dans un coin. La salle est également séparée, mais cette fois le presbyterium est très peu développé[réf. souhaitée].
Pour augmenter les proportions du groupe et en faire un complexe comparable à celui de Lyon ou de Grenoble, il est remanié vers l’an 400. L’évêque fait donc construire une nouvelle cathédrale au sud. Le baptistère est alors déplacé pour l’harmonie de l’ensemble. Entre les trois bâtiments se loge un atrium permettant de circuler d’une cathédrale à l’autre et servant de cour à l’évêque qui vient y faire ses discours. Des annexes, servant à subvenir aux besoins terrestres des moines, fleurissent tout autour du complexe[réf. souhaitée].
La cathédrale méridionale est construite en tant qu’église secondaire destinée aux enseignements religieux et aux lectures de textes sacrés. Elle mesure approximativement la taille de sa jumelle et son architecture parait plus soignée. La nef, dotée de deux rangées de colonnes, est à nouveau séparée en deux, délimitant ainsi les zones pour les deux classes de fidèles. Le chœur, quant à lui, est totalement interdit aux laïcs par un mur. Cette frontière entre le presbyterium agrémentée d’une solea se terminant sur un ambon polygonal, ce qui nous indique que l’évêque lit « des textes sacrés au milieu des fidèles. ».
L’ancien baptistère sert désormais de vestibule au second qui est équipé d’une cuve octogonale couverte d’un ciborium soutenu par huit colonnes qui forme un ensemble monumental. À nouveau, la partie réservée aux ecclésiastiques est séparée du reste de la pièce[réf. souhaitée].
L’augmentation du nombre des moines pousse l’évêque à faire agrandir le chœur de la cathédrale nord dans le but d’obtenir un presbyterium plus grand. Au Ve siècle, seul le chœur a été modifié et l’église conserve sa largeur originale, tandis que la longueur se rallonge de 11 mètres [réf. nécessaire]. Une solea, dont la paroi intérieure sud est aménagée d’un tombeau vénéré se terminant par une ouverture et un escalier, s’avance dans la nef. Deux rangées de piliers remplaceront plus tard le chancel[réf. nécessaire]. Cet aménagement est sûrement destiné aux processions liturgiques, ce qui marque la différence entre les deux cathédrales au niveau de leurs rôles.
Le premier baptistère est détruit et le second s’allonge jusqu’à toucher le mur de l’atrium. Au Ve siècle, l’abside est reconstruite dans un modèle carré à l’extérieur et rond à l’intérieur, ce qui donne un aspect très massif. La place ainsi créée sert à l’ajout d’un autel posé sur un podium séparé de la nef par une barrière [réf. nécessaire]. Une solea se terminant par un ambon ouvert est construite à l’entrée et suit l’axe de l’ancien baptistère [réf. nécessaire]. La cuve déplacée a gardé ses proportions et sa forme mais le ciborium qui la recouvre a bien changé. Les huit colonnes de l’an 400 ont été récupérées, retaillées et enfoncées dans les maçonneries de la cuve [réf. nécessaire]. Celle-ci aussi a changé. En effet, l’eau est acheminée d’un puits par le biais de tuyaux faits de sapins évidés et reliés entre eux par des frettes de fer jusqu’à la cuve où elle passe par le coude pratiqué dans un bloc de calcaire et ressort comme un petit jet d’eau[réf. nécessaire]. Un second ambon arrondi et flanqué de deux plaques latérales, se dresse près de la piscine. L’évêque peut ainsi facilement atteindre le front des personnes debout dans la cuve [réf. nécessaire].
Au Ve siècle encore, l’évêque exige la construction d’une salle de réception contre la paroi de la cathédrale sud. Cette pièce mesure 9,40 m par 5,50 m et est chauffée par des conduits d’eau chaude. Elle est aussi dotée d’un système d’évacuation de la fumée et composée de tuyaux pratiqués dans l’épaisseur des murs. Le sol est entièrement recouvert de mosaïques représentant cinq rangées de neuf dessins. Les thèmes de ces motifs mélangent la culture antique avec la symbolique chrétienne qui domine finalement grâce à l’adjonction de deux grandes croix aux bouts de la pièce [réf. nécessaire]. Les murs sont magnifiquement décorés comme le prouvent les fragments de peinture retrouvés au XXe siècle. Cette salle sert de bureau à l’évêque, c’est de là qu'il traite les questions religieuses et administratives de son territoire.
En l’an 500 et 501, l’incendie provoqué à Genève par la guerre fratricide opposant Gondebaud à Godégisile, cause de sérieux dégâts. Les frères s’allient pour la reconstruction de la ville et apportent des modifications à certains bâtiments. Le chantier est repris en 516 par le nouveau roi Burgondes couronné à Carouge [réf. nécessaire]. Le chœur de la cathédrale nord est une nouvelle fois modifié. L’abside est à nouveau rebâtie et les annexes latérales sont associées au chœur pour former un transept à croisée. Après la guerre, au début du VIe siècle, une autre salle de réception est construite derrière la cathédrale méridionale et marque la volonté du groupe de s’étendre à toute la colline et de descendre vers le lac. La salle mesure approximativement 125 mètres carrés et son sol est recouvert de terre argileuse. Au Nord, une porte s’ouvre sur un couloir agrémenté des colonnes de bois permettant de retourner à la cathédrale sud depuis la salle. Il est fortement possible que ce complexe serve de résidence à l’évêque[réf. nécessaire].

### Cathédrale orientale
L’établissement de la cathédrale orientale dans le prolongement du baptistère du Ve siècle-VIe siècle provoque la disparition du quartier antérieur. Néanmoins, l’espace à disposition ne suffira pas et plusieurs édifices sont encore démantelés pour permettre la construction de ce bâtiment. Cet ensemble architectural n’est cependant pas né sans une raison bien déterminée, l’occupation de cet emplacement privilégié étant très dense et les parcelles de terrain difficiles à libérer. Il est vrai que les dégâts provoqués par la guerre dynastique des Burgondes en l’an 500 engendrèrent un renouveau qui modifia la ville.
Le caractère architectural de cette cathédrale varie beaucoup des édifices antérieurs. Cependant, son abside monumentale ressemble fortement à celle de la cathédrale nord, elle aussi dotée de contreforts. De plus, les chantiers de construction de ce bâtiment et celle de la cathédrale nord se relient et il semble évident, pour le bas-côté sud, que l’architecte a tenu compte de l’ancien portique de la salle de réception (groupe épiscopal du IVe siècle). Ce n’est pas le cas pour l’autre partie du chantier, au nord, où le mur qui limitait la parcelle est abattu, le chevet n’étant pas dans le même axe que celui-ci.
Au début de la construction, des piliers carrés, bâtis sur une solide maçonnerie formant un chaînage horizontal et séparant la cathédrale en trois nefs, supportent les grandes arcades de la cathédrale. Une porte, taillée dans du calcaire massif, arrive par les bas-côtés au presbyterium (espace réservé aux ecclésiastiques). Le chœur, légèrement surélevé par rapport aux nefs, est accessible à travers deux portiques latéraux et fermé par une barrière. Cette paroi étroite en stuc (toujours visible de nos jours) qui recouvre des décorations de motifs grecs en tuf volcanique est haute de deux mètres et sépare le presbyterium du vaste espace réservé à la circulation des fidèles qui se recueillaient devant l’abside pour pratiquer le culte du souvenir[réf. souhaitée].
Le chœur évoluera en trois phases jusqu’à l’établissement de la cathédrale de l’an 1000. Ainsi, au VIIe siècle, pour donner de la valeur à la sépulture privilégiée, la séparation décorée en stuc est remodelée et des estrades apparaissent des deux côtés. Une seconde limite, placée en avant dans la nef principale, et des chancels (barrière entre les colonnes) canalisent la circulation des laïcs se rapprochant de la tombe du défunt vénéré (ces chancels en cloison séparant la nef centrale des collatéraux seront renouvelés plusieurs fois). C’est à cause de la tombe aménagée dans l’abside au VIIe siècle que le chœur est réorganisé et que l’espace réservé aux ecclésiastiques, auparavant minuscule, prend de nouvelles dimensions.
Aux IXe et Xe siècles, un effort particulier est consacré à la cathédrale orientale et, pour lui donner des proportions plus équilibrées, elle est prolongée à l’ouest jusqu’à l’atrium, aux dépens de l’ancien baptistère et de la grande annexe de la cathédrale nord. L’ouverture latérale reste en fonction mais une porte principale est placée dans l’axe de la nef centrale. Les quatre piliers de départ sont complétés par quatre colonnes occidentales, montées séparément et installées sur les murs rasés du baptistère. L’abside est renforcée, le presbyterium est élevé de plus d’un mètre et des murs épais remplacent les chancels entre les piliers pour supporter ce chœur désormais massif. Ce dernier atteint ici la troisième phase de ses variations architecturales. À l’intérieur, le soutènement remplaçant le mur décoré en stuc passe devant les colonnes pour ensuite se tourner perpendiculairement jusqu’à la limite de la première travée. Des marches, prenant toute la largeur de la nef et établies après les deux premières travées ainsi que les deux accès latérales depuis les bas-côtés, permettent l’accès aux aménagements liturgiques et conservent la circulation nécessaire aux cérémonies.
Par conséquent, ce nouveau corps, basilique carolingienne et dernière évolution de la troisième cathédrale, laisse apercevoir, à travers ses solides fondations, les bases des édifices à venir et son importance future.

## Historique

### Cathédrale de l'an 1000

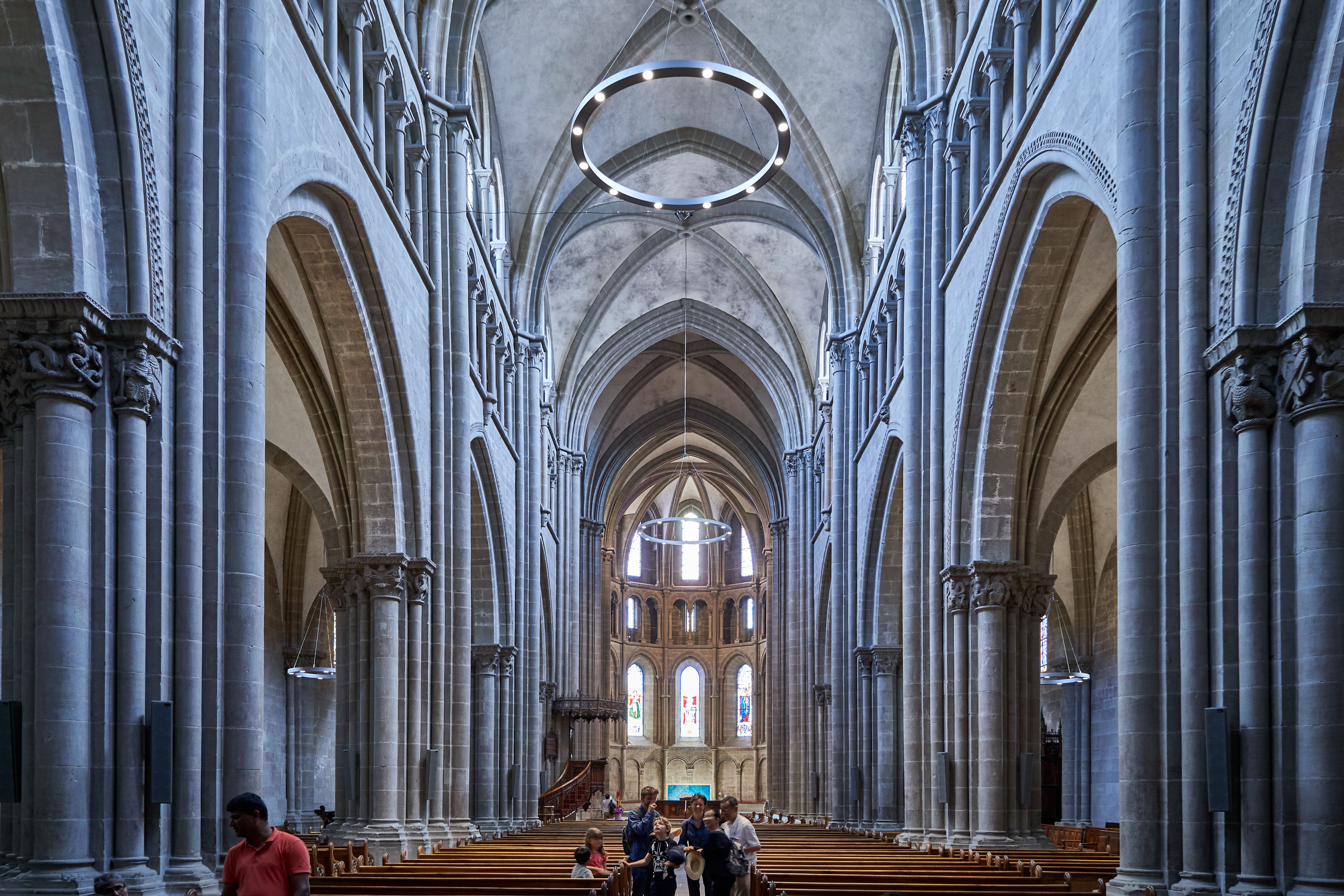
Nef de la cathédrale.

Au tournant de l’an 1000, l’ensemble du groupe épiscopal est à nouveau réorganisé et restauré. Les changements viennent sans doute d’une envie d’unifier le complexe architectural à travers un seul et unique bâtiment.
Toutefois, au VIIIe siècle, une « réforme des institutions » a une grande incidence topographique sur la ville dans les années qui suivent et donc une grande influence sur les développements structuraux de la nouvelle cathédrale. Cette réforme est celle de Chrodegang[réf. nécessaire], évêque de Metz, un intellectuel qui a joué un rôle capital lors de la renaissance carolingienne. Il impose aux chanoines (religieux entourant l’évêque) une « règle » qui leur dicte une vie commune très stricte : ils doivent vivre avec l’évêque dans les cités des abbayes, dormir dans le même dortoir et manger dans le même réfectoire. C’est ainsi que des véritables monastères s’installent dans les villes de l’Empire. Confronté à ce problème d’habitation — il est en effet indispensable que l’enclos canonial se trouve à proximité immédiate de la cathédrale —, l’évêque se procure le terrain nécessaire en rachetant ou en détruisant les espaces autour de la cathédrale. Par conséquent, les espaces funéraires auparavant gardés « hors-les-murs » commencent à infiltrer les remparts de Genève qui, avec cette réorganisation urbaine, s’étendent par-dessus les anciens sanctuaires. Désormais, c’est autour des paroisses et des lieux de cultes à l’intérieur de la ville que s’implantent les cimetières. C’est pourquoi, en raison de l’Institutio canicorum (Règle des chanoines) de Charlemagne qui poursuit l’action de l’évêque, la cathédrale double (de) (nord et sud) et le reste du groupe épiscopal sont démolis au profit de l’édifice central qui s’agrandit. Enfin, la dernière raison d’unification est, qu’à l’époque, le rapport en mode entre cathédrale et abbatiale veut que le bâtiment soit unique pour créer un lien matériel et spirituel avec les constructions autour d’elle. C’est justement en France, comme à Paris, que des bâtiments tels que les baptistères sont détruits pour faire de la place à un monument unique et particulièrement gigantesque.
Tout commence avec le prolongement à l’est du plan à trois nefs par de très puissantes fondations. L’architecte préparait peut-être un transept (nef coupant la nef principale perpendiculairement pour former une croix) non saillant ou surélevé comme il en existait déjà en France à cette époque. Ce projet est pourtant abandonné et une crypte voit le jour dans les fondations déjà établies. Le plan de ce deuxième chœur indépendant s’inspire sans doute de la célèbre crypte du monastère Saint-Bénigne de Dijon, restaurée au XIe siècle et dotée elle aussi d’un double déambulatoire. La crypte est donc inscrite dans ce massif rectangulaire, mais circulaire à l’intérieur, et munie d’une abside saillante du côté oriental. La rotonde contient une double couronne de colonnes et quatre dans son abside. Les deux larges couloirs latéraux contrôlent la circulation des touristes. Ce genre de rotonde abritait généralement en son centre une tombe ou un coffre contenant des reliques et un autel dans l’abside.
La construction du chœur de la cathédrale romane passe par une troisième phase, lorsqu’on opte pour une véritable reconstruction afin d’unifier les deux monuments. C’est ainsi que l’on arrive à un troisième palier dans la nef. Le presbyterium prend la place de l’ancien chœur et l’on y aménage un large espace pour les chanoines. Alors que le chevet de l’ancienne cathédrale évolue énormément, le reste du groupe épiscopal change vraisemblablement très peu. Néanmoins, les parois latérales sont plusieurs fois recouvertes de badigeon et une nouvelle banquette, sur lequel on pouvait s’asseoir ou poser des cierges, court le long du mur. La façade occidentale est percée d’un nouveau portique et un escalier donnant sur une chapelle haute ou à une galerie est aménagé dans la même extrémité. On perfectionne la porte principale de deux mètres de hauteur en lui ajoutant deux battants et deux montants monolithes.
Les trois volées de marches, montant des nefs charpentées jusqu’au chœur voûté, accentuent ce caractère monumental de la cathédrale qui devient le point de focalisation de la ville. Cette dernière n’est plus complètement axée sur le culte du souvenir comme son aïeul. Toutefois, l’instauration d’un cimetière sur l’ancien atrium et la présence de la crypte retiennent le souvenir d’un culte, qui a toujours été présent sur la colline genevoise[réf. souhaitée].
La cathédrale de l’an 1000, prenant de plus en plus d’importance à Genève, est un préliminaire pour l’église à venir en s’adaptant aux besoins populaires variés d’une ville qui occupe un lieu extrêmement stratégique au niveau du commerce, du voyage ou, surtout en ces temps-là, du plan militaire. L’engouement est tel à l’égard de cet édifice moderne que l’empereur du Saint-Empire romain germanique, Conrad II le Salique, vient s’y faire sacrer roi de Bourgogne. En revanche, avec la réforme grégorienne, lorsque l’église se bat pour la souveraineté sur la ville, le lieu de culte devient un lieu de polémique[réf. souhaitée].
Placée au cœur des conflits qui opposent les seigneurs locaux, la cathédrale devient une citadelle entre 1289 et 1300. L'office religieux cesse d'y être célébré et le bâtiment est endommagé par les pierres catapultées depuis le Bourg-de-Four et par les nombreux incendies qui ont lieu au XIVe siècle[réf. souhaitée].

### Temple de Saint-Pierre et la Réforme

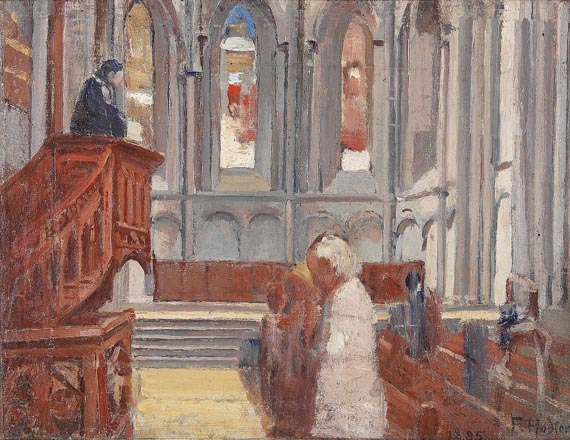
Prière de Jean Calvin par Ferdinand Hodler.

Avec l'arrivée de la Réforme protestante, le destin de la cathédrale change brutalement. Le 8 août 1535, Guillaume Farel, malgré l'interdiction des magistrats y prêche la Réforme pour la première fois devant une foule immense. C'est l'après-midi de ce même jour, durant les vêpres, que des iconoclastes ont dévasté la cathédrale en y brisant les statues et en lacérant les images qui n'étaient pas en conformité avec le nouveau culte réformé. En voici un récit (en graphie d'origine) d'Antoine Froment, qui prêchait la Réforme à Genève depuis environ 1532 :

« Dieu..suscita une vintaine de petits enfans contre tout l'entendement des hommes une Dimenche, à Vespres. Après que Farel eust presché à Saint-Pierre, en la grande église quathedralle. Du temps que les Prebstres chantoyent leurs Vespres, et disans le Psalme 114, IN EXCITU ISRAEL DE EGYPTO, etc., ces petits enfans, sans que personne y pensa rien, commencèrent à crier, à bryre et à urler comme les Prebstres... Alors ces petis enfans poursuivent à fayre ung grand bruict, remuans les sieges des fourmes, où les Prebstres se souloynt assoyer, et frapper, baisser et relever ces sièges en dérision des Prebstres, tellement que tous furent estonnés ouans ce bruict. Alors le Magnifique Mesgret Dict à Baudichon, qui estoient dans l'église avec les aultres, n'y pensant aultre chose : Certes cecy passe nostre entendement ; Dieu veult faire quelquechose que nous n'entendons pas. Et soubdaynement voicy venir Amy Perrin, Jehan Golle et certains aultres ouans le bruict qui souventesfois auparavant avoiant prié et requesté le Conseil de mattre bas les ydolles, comme auoit esté deffini, ce que le Conseil n'avoit jamais voullu fayre. Lesquelz voyans ces petits enfans faysans tel bruict contre les Prebstres et se joyans de leurs marmousets, etrérent dans le cueur du temple et à la présence des Prebstres soubdaynement jetterent par terre leurs ydolles. Et mes petits enfans à courir et à saulter après ces petits dieux et cryoyent à haute voix joyeulx au peuple qui estoit arresté dehors l'Église: « Nous auons les dieux des Prebstres, en voullès-vous? » et les jetoynt après eulx. Et les Prebstres à fouyr dehors du temple pensans estre perdus et à courir aux Sindicques, et de courir après leurs dieux : et des folles femmes de la ville à plourer et à gemir, mauldissans ces cagnes qui ont destruit leurs bons Sainctz. » »

À la suite de cet événement le Conseil décide, le 10 août 1535 de suspendre la messe provisoirement. Cette précaution ne sera en réalité pas relevée, et la messe sera ainsi abolie. C'est encore un point pour la Réforme, qui ne cesse d'en marquer depuis le départ du Prince évêque en 1533. La Réforme sera officielle à Genève le 21 mai 1536[réf. souhaitée].
Par ailleurs, durant 23 ans[réf. nécessaire], Jean Calvin y lit et explique les Saintes Écritures.
À la Pentecôte 2020, une messe catholique devait être célébrée dans la cathédrale pour la première fois depuis près de 485 ans en signe d'hospitalité œcuménique,. En raison de la pandémie de Covid-19, la célébration a été reportée. Elle a lieu finalement le 5 mars 2022 au début de Carême. Le rite des cendres a vu un pasteur imposer les cendres sur le front d’un abbé, puis réciproquement. 1 500 personnes ont participé à la cérémonie, d'autres n’ont pas pu entrer la cathédrale étant pleine. On mentionne « la fructueuse collaboration œcuménique » entre les deux églises et « la confiance réciproque ».

## Chronologie synthétique

### Cathédrales nord et sud: premier groupe épiscopal
- 350-375 : chantier de la cathédrale nord et du premier baptistère.
- ~390 : construction de la cathédrale sud, du deuxième baptistère et de l’atrium.
- 443 : agrandissement du chœur de la cathédrale nord et transformation du baptistère.
- 500-501 : incendie de la cité (la cathédrale est touchée) durant les guerres fratricides entre rois Burgondes (Gondebaud et Godégisile).
- 513-514 : Sigismond, fils de Gondebaud, reconstruit la cathédrale nord et demande au pape Symmaque des reliques de saint Pierre.
- 550-600 : le chœur de la cathédrale nord est entièrement reconstruit. Des nouvelles résidences sont bâties au sud-est du baptistère.
- Fin du VIe siècle : aménagement d’un baptistère secondaire près du chœur de la cathédrale nord.
- VIe siècle-VIIe siècle : une troisième cathédrale (la cathédrale orientale) s’édifie derrière le baptistère.

### Troisième cathédrale: la cathédrale de l'an 1000
- IXe siècle-Xe siècle : agrandissement de la troisième cathédrale par-dessus les baptistères.
- Vers l’an mille : cette cathédrale remplace les trois églises épiscopales.
- XIe siècle : édification d’une crypte derrière le chevet de la cathédrale formant un second chœur indépendant.
- XIe siècle-XIIe siècle : la crypte s’inscrit dans un nouveau chœur qui unifie la cathédrale.

### Quatrième cathédrale: la cathédrale actuelle
- 1160 : Arducius de Faucigny fait entreprendre la construction de la cathédrale actuelle.
- Fin XIIe siècle début du XIIIe siècle : achèvement du chœur de la cathédrale.
- Fin de XIIIe siècle : achèvement des voûtes de la nef et de tours.
- 1405-1406 : construction de la chapelle des Macchabées.
- 1407 : fonte et mise en place de La Clémence.
- 1232 : l'édifice menace ruine à la suite d'un arrêt des travaux dû à un désaccord entre l'évêque Aymon de Grandson et un dignitaire ecclésiastique. Celui-ci en informe le pape, mais les travaux ne reprennent pas.
- 1234 : l'archevêque de Vienne décide que l’évêque doit faire reprendre les travaux, pour établir la Confrérie de l'œuvre de Saint-Pierre. Par la suite la construction de la cathédrale s’achève au milieu du XIIIe siècle, à l'exception des tours.
- 1441 : une catastrophe détruit une partie de la cathédrale. Le mur septentrional de la nef s'effondre, entraînant dans sa chute les voûtes de la nef, écrasant la salle capitulaire et une partie du cloître. La majeure partie de la nef fut reconstruite, excepté les grandes arcades et la travée I jusqu'au niveau des coursières de la claire-voie. Une partie de la voûte est également refaite. Dans le chœur des dommages importants sont remarqués, ceux-ci ayant dû être provoqués par un important mouvement d'est en ouest, puis de son retour. Les grands piliers du transept et du chœur réagissent avec élasticité ce qui a minimisé les dégâts dans cette part de la cathédrale. Seules les coursières de triforium et de la claire-voie et les claveaux des arcs formerets se sont effondrés ou se sont décalés les uns par rapport aux autres. Pour la réfection, les responsables choisissent de remplacer les éléments les plus endommagés et en retaillant simplement le déplacés, ce qui n'a pas pris beaucoup de temps.

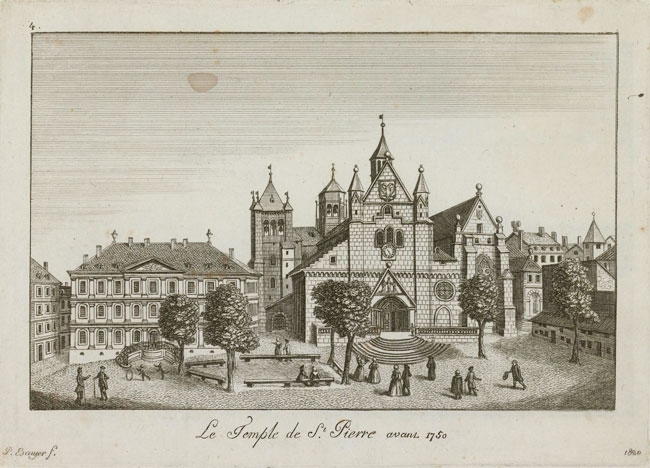
Saint-Pierre avant 1750.

- 1444 : le chœur, la croisée du transept et la travée I sont reconstruits.
- 1449 : le vaisseau central est reconstruit, car à Saint-Pierre se tient un Jubilé universel.
- 1535 : les iconoclastes n'ont pas détruit d’éléments muraux de la cathédrale, ils s'en sont tenus à simplement badigeonner les scènes historiées, qui n'entraient pas en compte avec le nouveau culte. Par contre ils ont détruit tout le mobilier, les ornements liturgiques, ustensiles sacrés et autels.
- 1752-1756 : nouvelle façade néoclassique réalisée par l'architecte Benedetto Alfieri.

### Fouilles et restaurations
- 1850-1859 : fouilles de la cathédrale par Jean-Daniel Blavignac.
- 1878-1888 : travaux en sous-sols et restauration de la chapelle des Macchabées par l'architecte Louis Viollier.
- 1890-1901 : travaux en sous-sols et restauration de la cathédrale.
- 1907 : l'Église nationale protestante de Genève devient propriétaire légal de la cathédrale ; ce titre de propriété reste contesté par certains catholiques.
- 1973 : début des restaurations en cours.
- Dès 1976 : premiers travaux archéologiques systématiques, étude générale de la chapelle des Macchabées, de la cathédrale Saint-Pierre et de son environnement.
- 1965 : construction du Grand Orgue

## Considérations architecturales

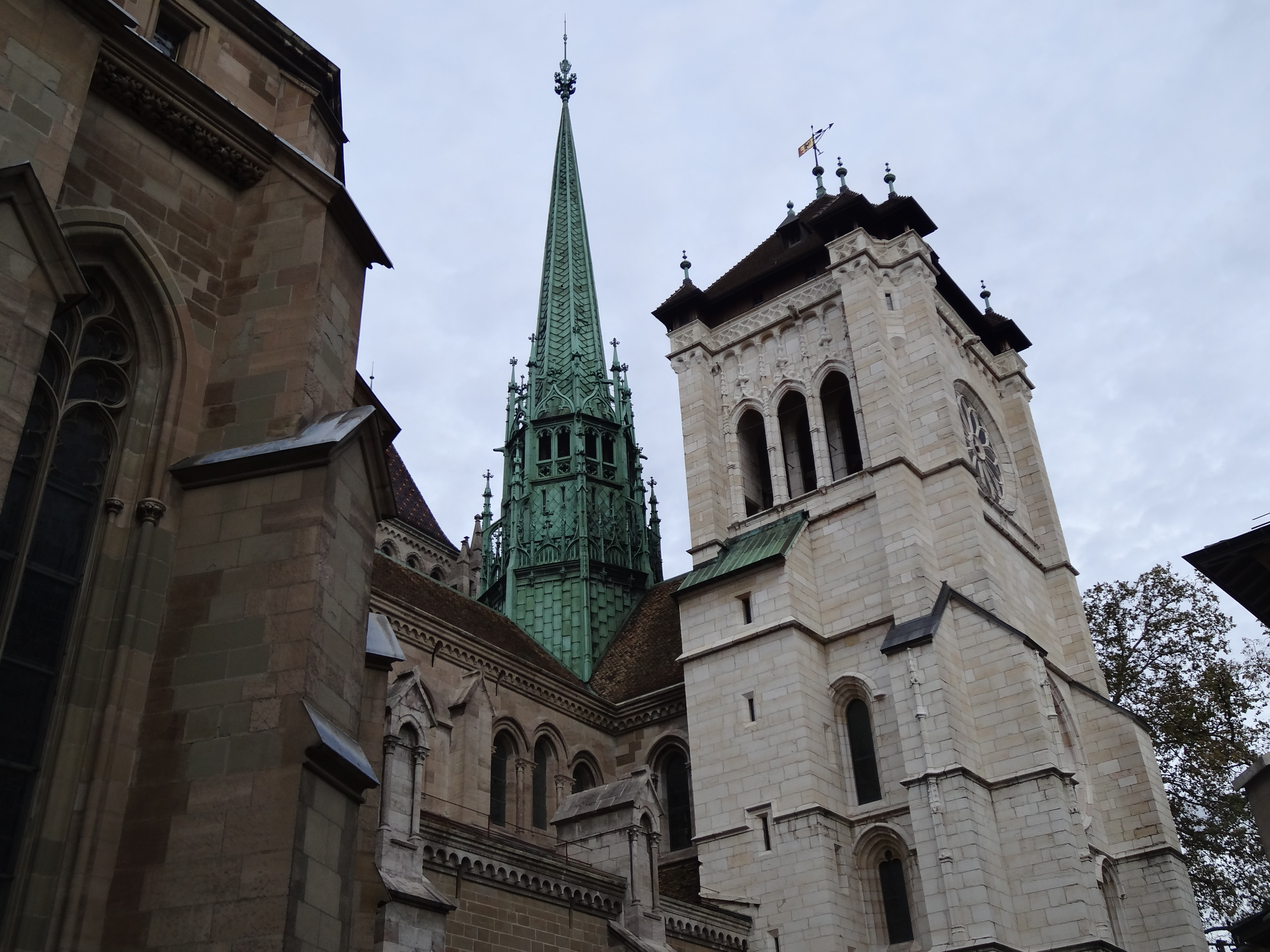
Façade sud de la cathédrale.

Construite pour le rite catholique, l'avènement de la Réforme, au milieu du XVIe siècle, avec sa philosophie d'austérité bouleverse l'intérieur de l'édifice, le vidant de tout ornement et recouvrant les décors polychromes du Moyen Âge. Seuls les vitraux sont épargnés et une partie du mobilier (les stalles par exemple), leur destruction aurait été alors couteuse en réparations. Les dernières œuvres d'art qui ont orné cette cathédrale, à l'origine entièrement peinte à l'intérieur, incluent le premier tableau de paysage réaliste : le retable de Konrad Witz (1444) avec une représentation de la rade de Genève comme cadre de la pêche miraculeuse avec le Christ et saint Pierre (aujourd'hui déposé au musée d'art et d'histoire).
La cathédrale subit de nombreuses modifications à la suite de travaux de restauration et de reconstruction, des guerres et des incendies successifs. Au fil du temps, les ajouts et les rénovations ont modifié l'apparence intérieure et extérieure de la construction. À l'extérieur, les changements les plus visibles, sinon les plus importants, sont certainement la construction de la tour sud, l'ajout du portique, l'adjonction de la chapelle des Macchabées — expression du gothique flamboyant réalisée vers 1400-1405 à l'initiative du cardinal de Brogny —, la reconstruction de la tour nord et la mise en place de la flèche est plus moderne, elle date de 1895.
La façade néoclassique actuelle date du milieu du XVIIIe siècle, remplaçant la précédente de style gothique. Elle fut réalisée sur les plans de l'architecte Benedetto Alfieri entre 1752 et 1756, notamment en raison de la menace d'écroulement de la partie occidentale du bâtiment. Lors des révolutions de Genève, dans la deuxième moitié du XVIIIe siècle, Saint-Pierre est le théâtre de troubles importants et sert de dépôt de munitions. Un tribunal révolutionnaire — donnant à la cathédrale le nom de Temple des Lois — y est mis en place en 1794 et les cultes n'y sont plus célébrés jusqu'à l'occupation française de 1798.
À l'intérieur, la cathédrale présente le plus vaste ensemble de chapiteaux romans et gothiques de Suisse (près de 300 éléments) tandis que les vitraux (identiques à ceux de la Renaissance qui sont au musée d'art et d'histoire) remontent aux travaux de restauration du XIXe siècle.

## Descriptions

### Chapelle des Macchabées

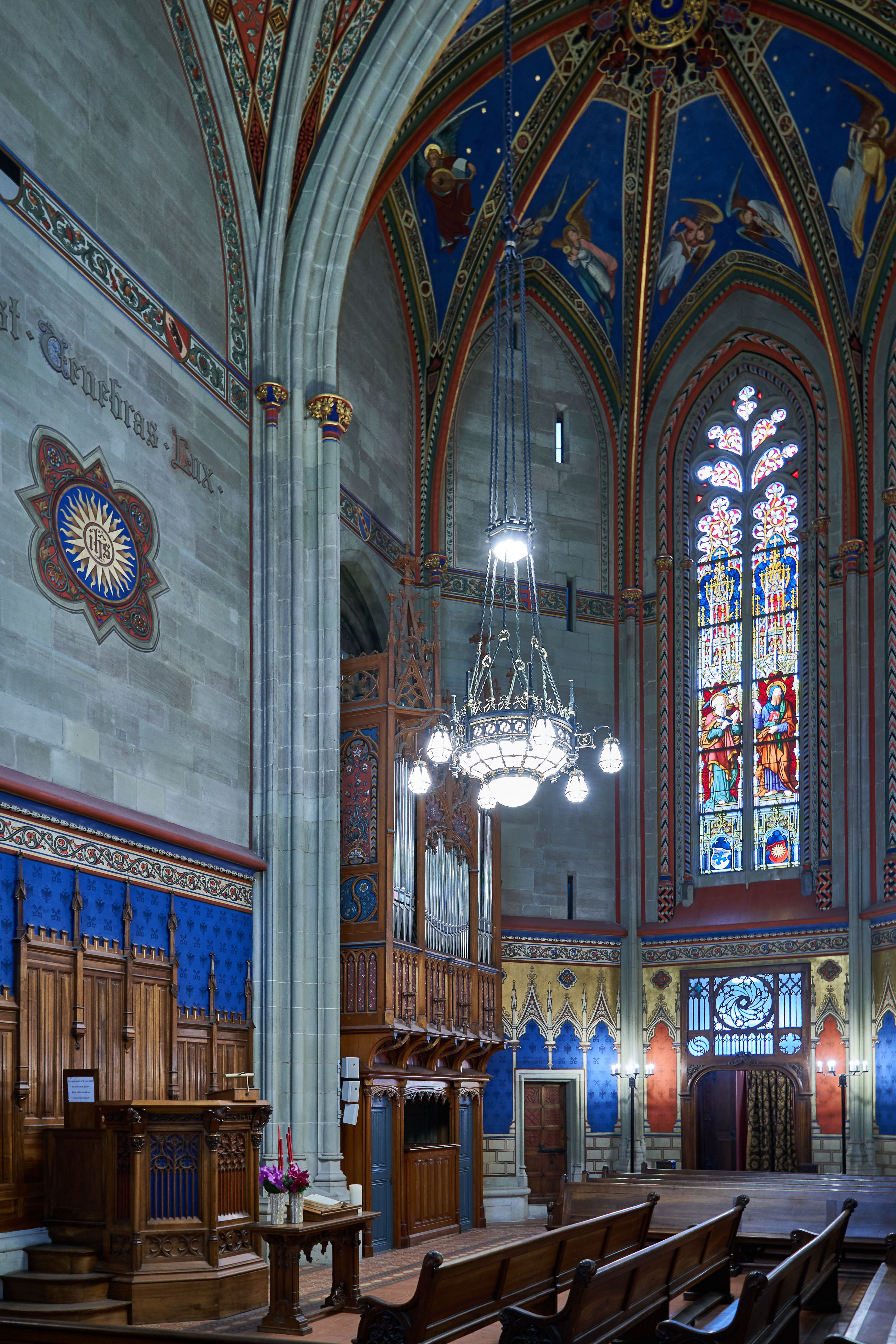
Chapelle des Macchabées.

Anciennement appelée chapelle Notre-Dame, elle devient chapelle des Macchabées en raison de la présence possible de reliques des frères Macchabées.
La construction de la chapelle des Macchabées est décidée en 1397 et sa construction est achevée en 1405-1406. Son commanditaire, le cardinal Jean de Brogny la conçoit comme une chapelle funéraire. Quoique mourant à Rome en 1426, son corps y est ramené deux ans plus tard. Son tombeau a aujourd'hui disparu. Il était l’œuvre du sculpteur bourguignon Jean Prindale - qui a réalisé également quelques éléments des stalles encore visibles dans la cathédrale. Aujourd'hui un orgue Walcker datant de 1888 se trouve à l'emplacement probable du tombeau du cardinal.
Le style architectural de cet ensemble était lors de sa réalisation dans le plus pur style du gothique flamboyant. La Réforme transforma cette chapelle en entrepôt puis, du XVIIe au XIXe siècle, elle accueille des salles de classe de l'Académie sur trois étages créés dans cette optique.
Au XIXe siècle, la chapelle des Macchabées récupère le statut d'édifice religieux.
En mars 1874, la Ville de Genève, auquel la constitution genevoise de 1848 a confié la gestion des lieux de culte sur son territoire, lance le projet de restauration de la chapelle et le confie à Eugène Viollet-le-Duc. Finalement, les autorités jugeant ses idées trop audacieuses, il renonce au mandat.
À cette même époque, une vaste campagne de rénovation est lancée, campagne rendue nécessaire par les adaptations architecturales et artistiques peu respectueuses des siècles précédents. L'architecte Claude Camuzat (1848-1924) est chargé de la restauration extérieure (entre 1878-1882) et Louis Viollier de la restauration intérieure (1885-1888).
Les derniers vestiges encore en état de conservation sont des fresques représentant des anges musiciens. Conservées au Musée d'art et d'histoire, elles sont remplacées par des copies à l'identique réalisées par Gustave de Beaumont. Les vitraux datent de la même époque et représentent notamment les quatre évangélistes, la sainte Cène, la Samaritaine et le Laissez venir à moi les petits enfants. Enfin, la chapelle comporte un grand nombre d'éléments rappelant la Réforme dans son aspect politique : écussons de cantons combourgeois (Berne, Fribourg, Zurich), symboles héraldiques de Genève, etc. La chapelle des Macchabées constitue depuis sa restauration un très bel exemple de style néogothique.

### Cloches

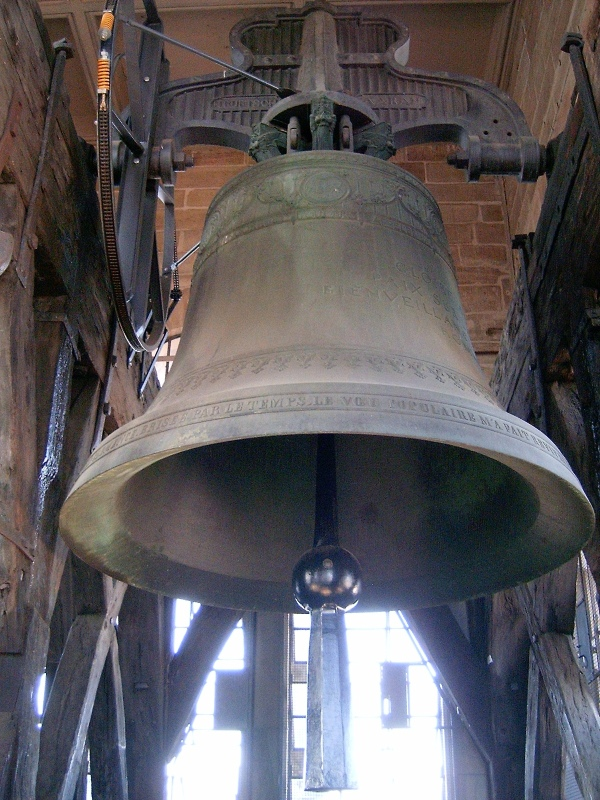
La Clémence.

La cathédrale n'abrite pas moins de 45 cloches réparties entre les deux tours et la flèche. C'est dans la tour nord que se trouvent la plus grosse, La Clémence, et La Bellerive. La Clémence est fondue par le magister campanarum genevois Guerri de Marclay (qui travaillera également au château de Ripaille pour le compte du duc Amédée VIII de Savoie) et baptisée par l'évêque Jean de Lornai le 25 octobre 1407. D'un poids de six tonnes, La Clémence protège Genève du démon et des fléaux par ces prières :

« Laudo Deum Plebem voco, convoco clerum,
Defunctos ploro, pestem fugo, festa decoro,
Vox mea cunctorum est terror doemoniorum.
Je proclame au Peuple la Parole de Dieu, je convoque le clergé,
Je pleure les défunts, je mets en fuite la peste, j’anime la fête,
Ma voix plus que tout est la terreur des démons. »

La première cloche appelée Clémence, datant de 1407, s'est fendue le 14 octobre 1866. Guillaume-Henri Dufour choisit de conserver un fragment de la cloche fêlée de 1866 dans ses archives. La deuxième Clémence, fondue avec la première, est mise en place le 5 juin 1867 : sa fabrication a été précédée d'une collecte de fonds à Genève. Elle sera utilisée jusqu'en 1902, date à laquelle elle est à nouveau refondue pour produire une troisième cloche, toujours appelée La Clémence et qu'on peut entendre depuis le 3 décembre 1902. 
C'est L'Éveil, L'Espérance, La Collavine, La Bellerive et L'Accord qui forment la volée qui se fait entendre le samedi soir et le dimanche matin pour annoncer le culte. Lors des grandes fêtes religieuses et civiles, elles sont complétées par La Clémence.
Le premier carillon de la cathédrale date de 1749. Il comportait alors huit timbres et jouait sept airs différents, un pour chaque jour de la semaine. Restauré en 1850 puis à nouveau en 1897, il cesse définitivement de fonctionner en 1930. Le carillon actuel de Saint-Pierre fut construit en 1931 en collaboration par la Fonderie Rüetschi d'Aarau et la Maison Paccard d'Annecy-le-Vieux. Cet instrument comportait jusqu'à son agrandissement en 2011 19 cloches (la3 puis chromatique de si3 à mi5) auxquelles s'ajoutait la Cloche des Heures (mi3). De nos jours, le carillon comporte 37 cloches (mi3, la3 puis si3 à la6) et peut être joué soit par le carillon automatique de l'horloge, soit par un carillonneur. Chaque mois, une mélodie différente est jouée automatiquement toutes les heures du jour et de la nuit. Ces mélodies sont des chants patriotiques, traditionnels ou religieux.

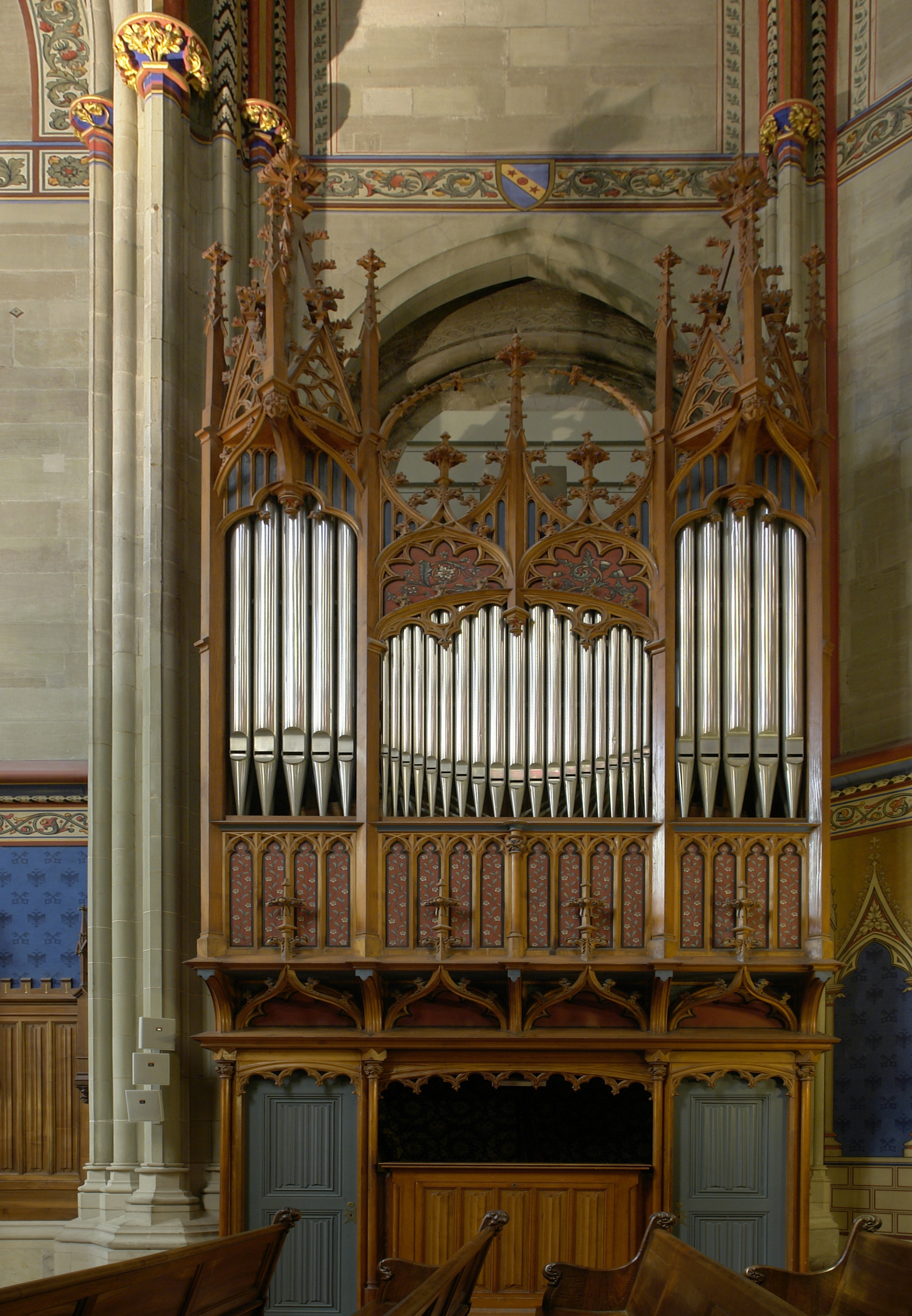
Orgue Walcker de la chapelle des Macchabées.

| Mois      | Mélodie                          | Compositeur                              |
| --------- | -------------------------------- | ---------------------------------------- |
| Janvier   | Hymne à la Patrie                | Otto Barblan                             |
| Février   | Air pour les Cloches             | Jean-Jacques Rousseau                    |
| Mars      | Prière Patriotique               | Émile Jaques-Dalcroze                    |
| Avril     | Psaume LXVIII des Camisards      | Bible                                    |
| Mai       | Ranz des vaches                  | Chant traditionnel XVIe siècle           |
| Juin      | Les Clefs de Saint-Pierre        | Henri Dès                                |
| Juillet   | Air du Devin du village          | Jean-Jacques Rousseau                    |
| Août      | Cantique suisse (hymne national) | Alberich Zwyssig                         |
| Septembre | Le Petit Chaperon rouge          | François-Adrien Boieldieu                |
| Octobre   | Chant des faucheurs              | Hugo de Senger (Fête des Vignerons-1889) |
| Novembre  | Choral de Luther                 | Johann Walther                           |
| Décembre  | Cé qu'è lainô (hymne cantonal)   | Chant patriotique (1603)                 |

| Nom                  | Version d'origine   | Version actuelle    | Poids [kg] | Hauteur [m] | Diamètre [m] | Emplacement | Note |
| -------------------- | ------------------- | ------------------- | ---------- | ----------- | ------------ | ----------- | ---- |
| La Clémence          | 1407                | 1902                | 6 238      | 2,14        | 2,19         | Tour nord   | Sol2 |
| L'Accord             | 1481                | 1845                | 2 080      | 1,48        | 1,56         | Tour sud    | Ut3  |
| La Bellerive         | 1459                | 1473                | 1 500      | 1,4         | 1,4          | Tour nord   | Mi3  |
| La Cloche des Heures | 1460                | 1460                | 1 610      | 1,37        | 1,29         | Flèche      | Mi3  |
| La Collavine         | 1609                | 1609                | 1 012      | 1,17        | 1,14         | Tour sud    | Sol3 |
| L'Espérance          | 2002                | 2002                | 475        | 0,92        | 0,93         | Tour sud    | La3  |
| L'Éveil              | 1528                | 1845                | 261,5      | 0,78        | 0,75         | Tour sud    | Ut4  |
| Le Tocsin            | 1509                | 1509                | 270        | 0,78        | 0,76         | Tour sud    | Ut#4 |
| Le Rappel            | 2e moitié du XVe s. | 2e moitié du XVe s. | 133        | 0,6         | 0,59         | Tour sud    | Mi4  |

### Grandes orgues
L'orgue de la cathédrale a été construit en 1965 par les facteurs Metzler & fils (de) de Dietikon. Le buffet en a été conçu par l'architecte Poul-Gerhard Andersen de Copenhague.
La composition sonore de cet instrument s'inspire de l'orgue nord-allemand de la fin du XVIIe siècle, de style néo-baroque. Il comprend également quelques registres d'inspiration française (Cornet et Cromorne) et quelques jeux d'anches de l'époque romantique (1907).
En 1972, l'organiste Louis Thiry a enregistré sur cet instrument l'œuvre d'orgue d'Olivier Messiaen pour la maison d'édition Calliope. Cet enregistrement a été couronné par le grand prix du disque de l'Académie Charles-Cros en 1973 et demeure à l'heure actuelle une référence pour l'interprétation du grand compositeur français du XXe siècle.
Des concerts d'orgue contemporains ont lieu à plusieurs reprises durant des festivals musicaux. En 2004, une soirée du Festival de la Bâtie baptisée Spire fait intervenir des organistes classiques – Charles Matthews et Marcus Davidson – ainsi que des musiciens expérimentaux – BJ Nilsen, Philip Jeck, et Christian Fennesz. Leurs concerts sont publiés par le label Touch. En 2023, un concert de la compositrice américaine Kali Malone se déroule à la cathédrale sur le grand orgue, également dans le cadre de la Bâtie.

## Fonctions de la cathédrale

### Généralités
À travers les siècles, la cathédrale est toutefois davantage qu'un lieu de culte. Elle remplit notamment des fonctions civiles et accueille encore tous les cinq ans l'assermentation du Conseil d'État et des magistrats communaux (conseillers administratifs dans les communes de plus de 3 000 habitants, maires et adjoints dans les plus petites), tous les six ans celle des magistrats du pouvoir judiciaire. Mais la cathédrale est surtout l'illustration vivante de l'influence que Genève a eue sur le monde protestant comme lieu du refuge aussi bien que comme académie formant les pasteurs de toute l'Europe.

### Pavoisement
Les pavoisements des tours nord et sud de la cathédrale, comme du pont du Mont-Blanc, sont gérés par le Service logistique et manifestations de la Ville de Genève. Les décisions de pavoisement sont du ressort de l'État de Genève et la ville s’occupe uniquement des détails techniques. Les deux tours possèdent deux mats rétractable qui sortent du toit.
Seuls les drapeaux de la Suisse et du canton de Genève ont le droit d'être pavoisés sur la cathédrale.
Les drapeaux, faisant 8 x 8 mètres, ne peuvent pas être pavoisés lorsque le vent souffle à plus de 50 km/h.
En règles générale, le pavoisement des deux tours ce fait lors d'événements comme la Journée de l'Europe (5 mai), la célébration du débarquement au Port Noir (1er juin), la fête des écoles/les promotions (fin juin), la fête nationale (1er août), le Jeûne Genevois (jeudi qui suit le premier dimanche de septembre), la fête de l'Escalade (week-end autour du 12 décembre), la Fête de la Restauration genevoise (30-31 décembre et 1er janvier) et lors de certains événements comme les prestations de serment et autres manifestations de grande importance.

### Guet

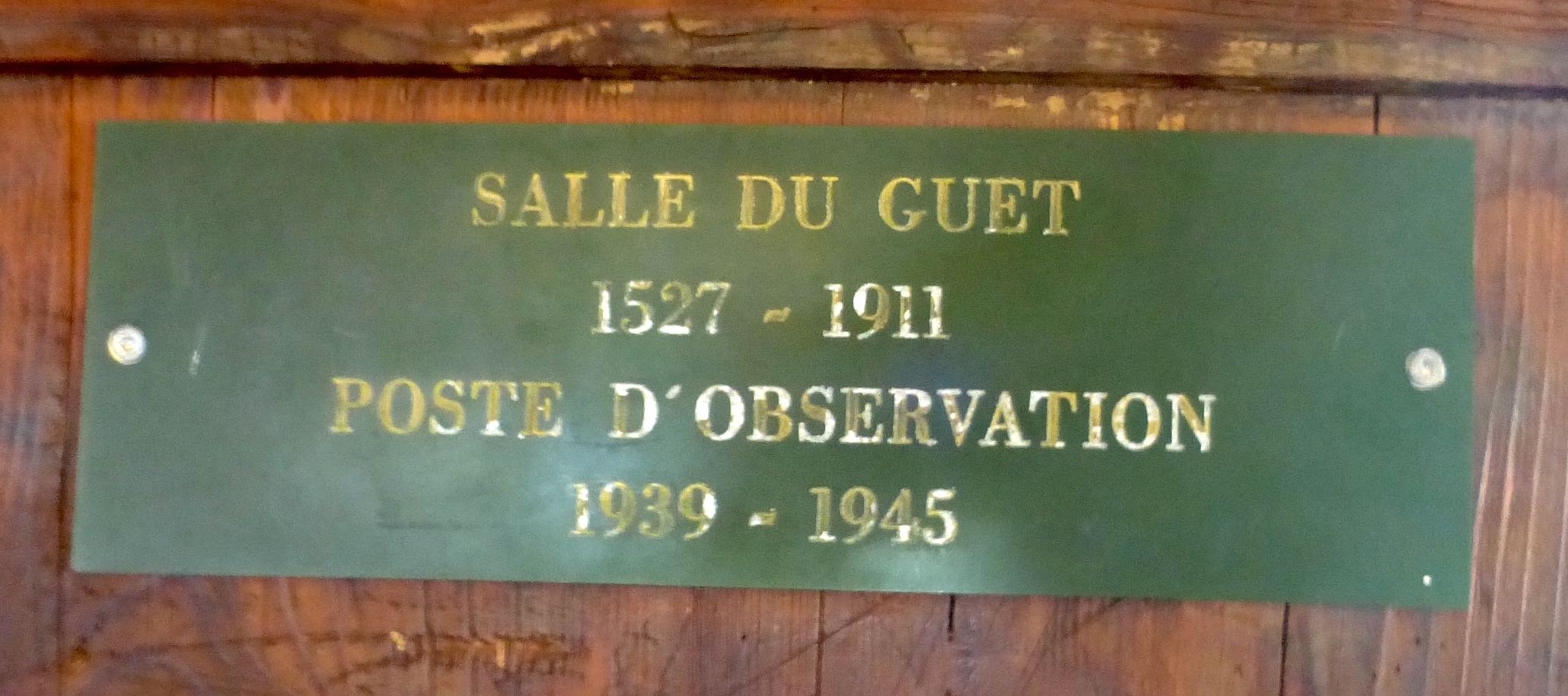
Salle du guet.

La tour sud avait une fonction de tour de guet, elle a accueilli un guetteur de 1527 à 1911 et à nouveau durant la Seconde Guerre mondiale. Le guet avait pour principale mission d'alerter en cas d'incendie, mais il avait aussi une fonction défensive. En 1602, le guet de la cathédrale actionne le tocsin après avoir entendu des coups de feu, lançant la défense de la cité lors de la nuit de l’Escalade,.

## Patrimonialité
La cathédrale Saint-Pierre de Genève a été inscrite en juillet 2009 dans la liste d'honneur « du patrimoine européen » en raison de son importante valeur historico-culturelle pour l’histoire européenne, ce Label certifiant des monuments emblématiques de valeurs européennes et des relations entre les peuples,.

## Site archéologique

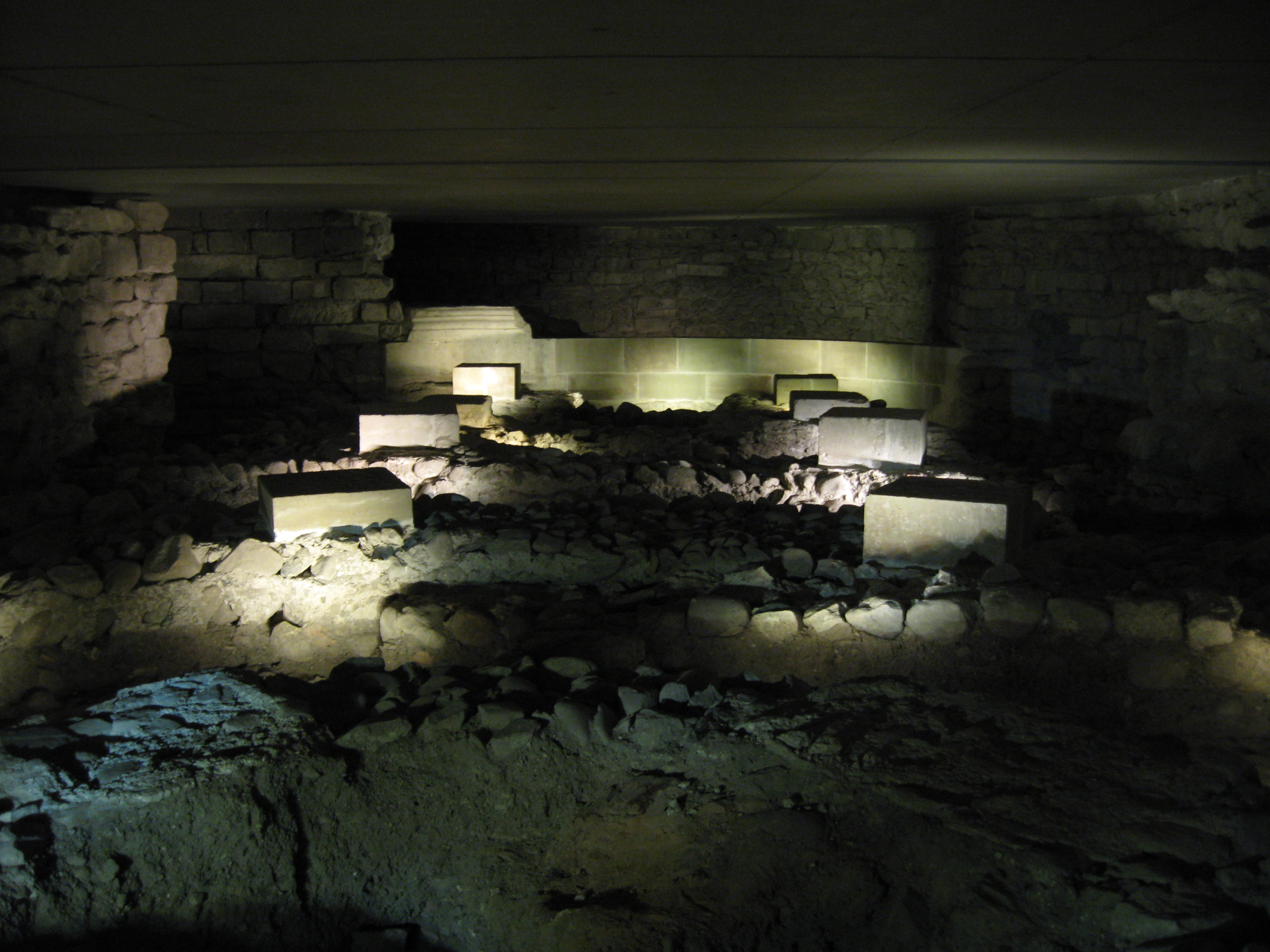
Fouilles archéologiques.

### Musée
Un site archéologique, installé dans le sous-sol à la suite des campagnes de fouilles, est ouvert en 1976 par l'archéologue cantonal Charles Bonnet. Plusieurs espaces ont été spécialement aménagés et présentent, avec des techniques muséographiques renouvelées en novembre 2006, l'un des plus vastes sites archéologiques d'Europe, au nord des Alpes. Le parcours archéologique commence ainsi au IIIe siècle av. J.-C. et s'achève avec l'édification de l'actuelle cathédrale entreprise au XIIe siècle.
Au cœur de la cité de Genève, la cathédrale s'inscrit désormais dans un espace spirituel et culturel : outre la cathédrale, on trouve désormais à proximité le musée international de la Réforme situé au rez-de-chaussée de la maison Mallet construite à l'emplacement de l'ancien cloître de la cathédrale. Légèrement en retrait, l'Auditoire de Calvin, autrefois lieu d'enseignement du réformateur Jean Calvin, complète cet ensemble. La Fondation des Clefs-de-Saint-Pierre joue un rôle essentiel dans la mise en valeur et la conservation du monument.

### Le lieu de sépulture d'un chef allobroge
La cathédrale orientale et même l’archaïque rotonde trouvée sous les fondations de cette dernière ne sont pas, à cet endroit, les premiers monuments dédiés aux défunts. Au contraire, cet espace a une très longue histoire qui tient ses racines en l’an 100 av. J.-C., lorsqu’un chef allobroge, vraisemblablement idolâtré par le petit groupement qui se tenait à cette époque sur la colline genevoise, est inhumé sous un tumulus préhistorique datant de 1150 av. J.-C.
Dès lors, une succession d’édifices et de bâtiments commémoratifs se dressent à cet endroit dominant le port et les environs. De sorte qu’au Ier siècle, un temple en bois est construit par-dessus la tombe du chef et l’on creuse un trou pour avoir accès à son crâne. Suivant l’incendie du quartier après l’urbanisation romaine, une terrasse commémorative s’édifie en souvenir d’un personnage extraordinaire à qui l’on rend un culte, comme à un héros. C’est le début du culte funéraire qui, sur ce site, traversera les âges. Enfin au IVe siècle, une église paraît sur l’emplacement sanctifié, toujours dévolue au culte du souvenir. C’est là la dernière trace d’un mausolée miniature — le groupe épiscopal étant bâti à cet endroit et tout le quartier rénové — avant la découverte d’une rotonde datant de ce siècle.
Les aménagements liturgiques de la cathédrale orientale ne sont ainsi qu’une addition à une longue histoire funéraire d’un lieu mythique. Les restes de ce chef allobroge (gaulois) ont reposé jusqu'à une date récente sous le chœur de la cathédrale actuelle ; aujourd'hui le squelette est exposé dans le site archéologique de l'Espace Saint-Pierre.

## Maîtres de musique
- Antoine Brumel, maître de musique de 1486 à 1492

## Anecdotes
Depuis le 22 février 1536[réf. nécessaire], la tradition veut qu'une cloche de la cathédrale, L'Accord, sonne pour appeler les députés en séance. Ainsi, l'article 11 alinéa 1 de la loi portant règlement du Grand Conseil indique qu'« une cloche de Saint-Pierre annonce la session deux heures avant son ouverture ». C'est pourquoi trente coups — un par minute — retentissent le premier jour de la session, entre 15 h et 15 h 30.
157 marches mènent au sommet de la tour nord de la cathédrale et au panorama à 360° sur la ville et le Léman alors que la tour sud compte 150 marches.[réf. nécessaire]

## Galerie

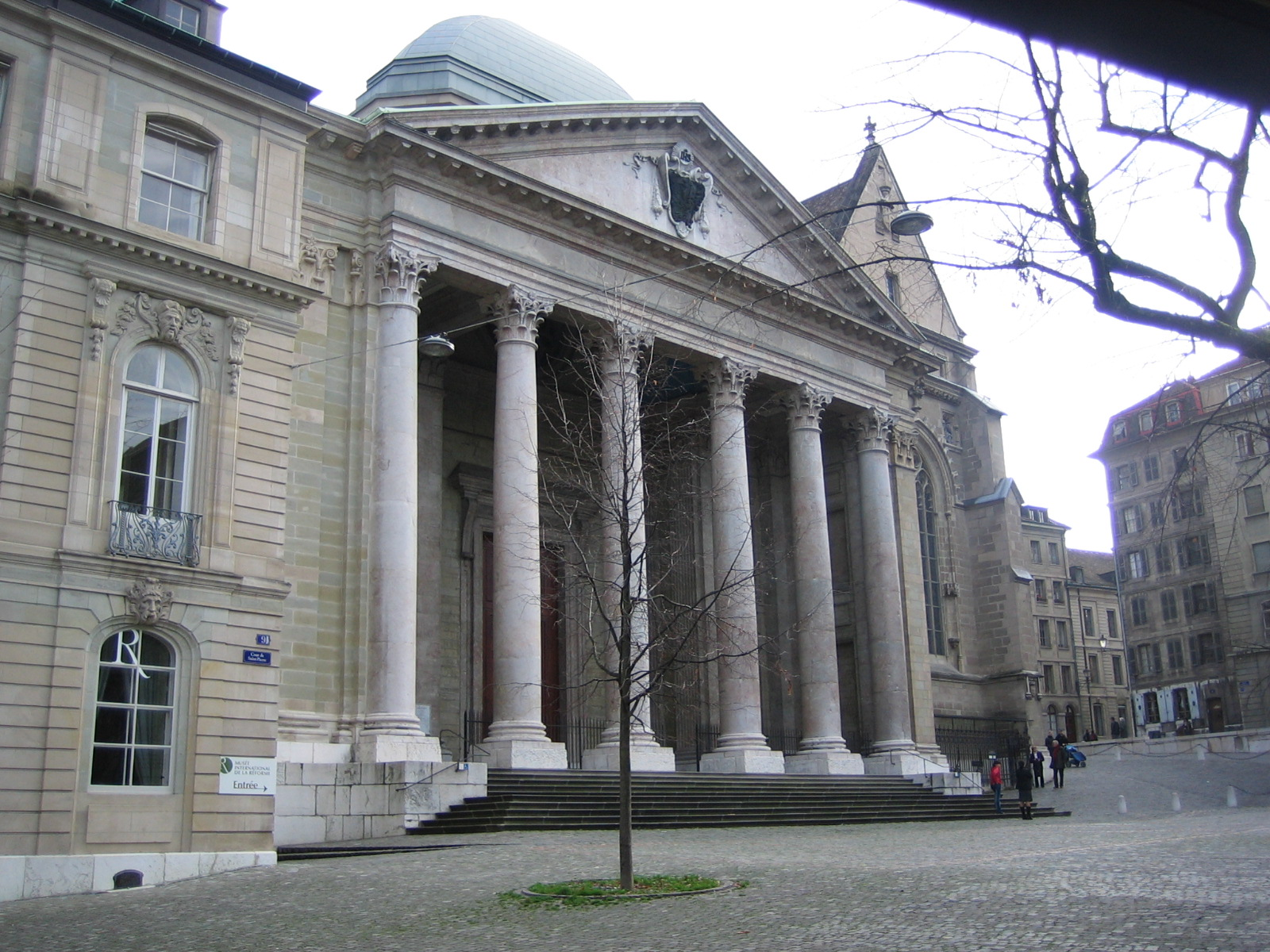
Le parvis.
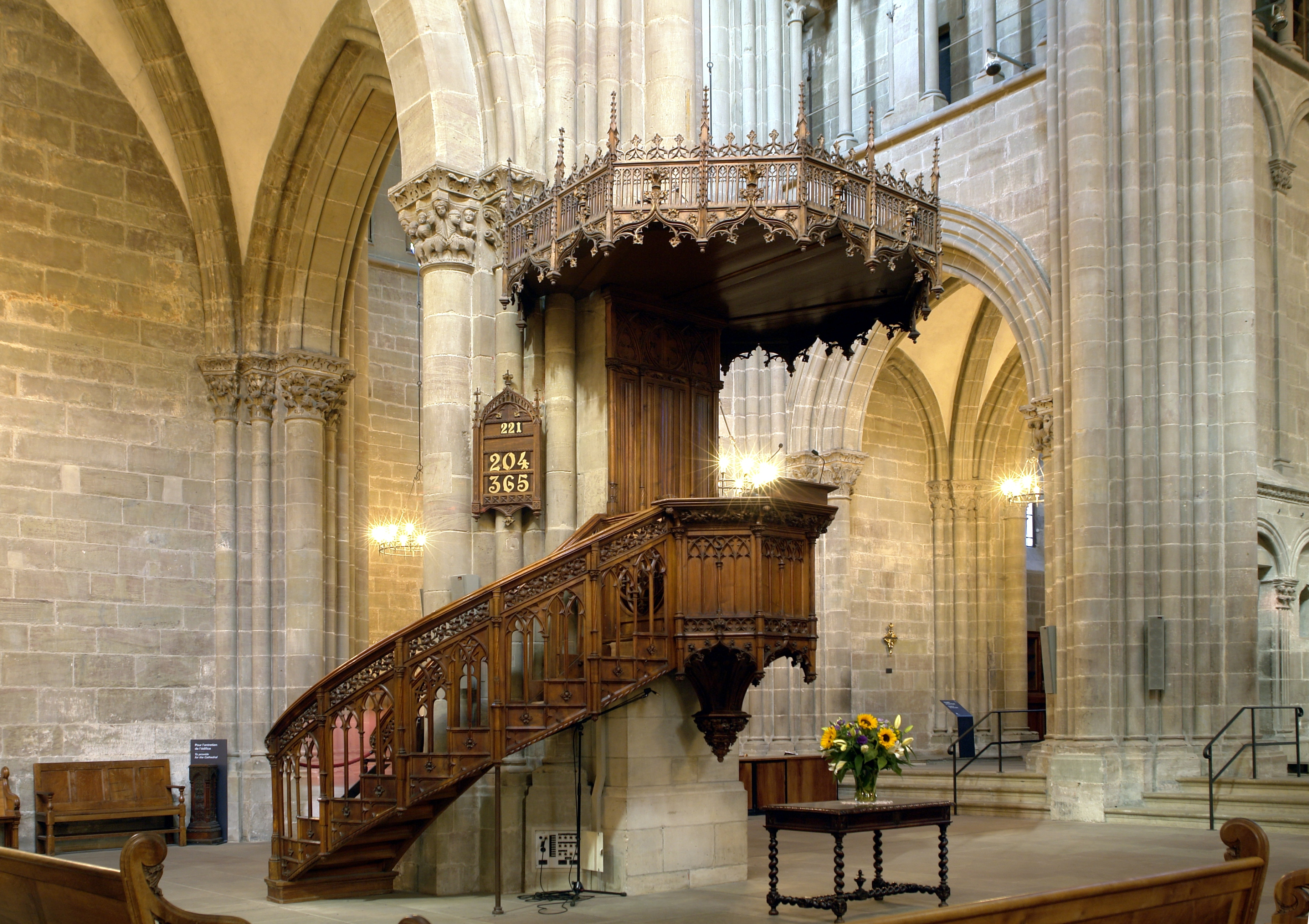
La chaire.
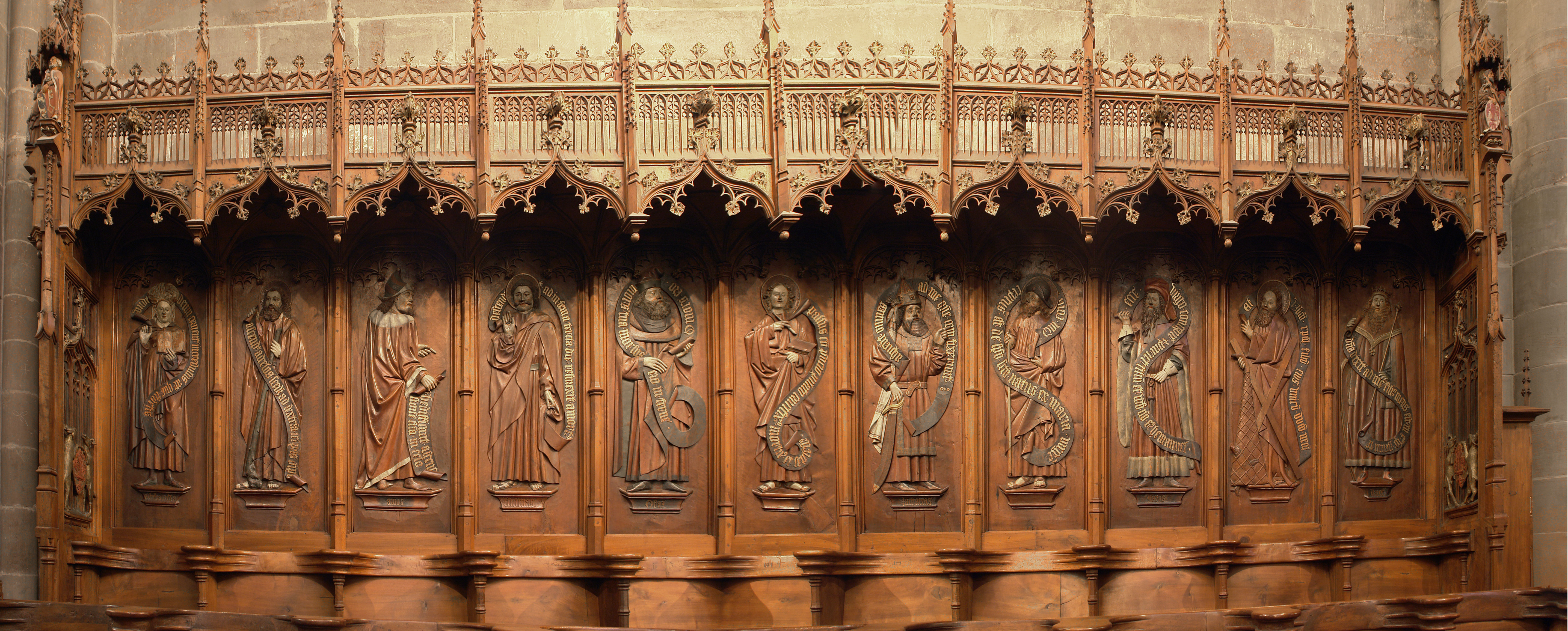
Les stalles.
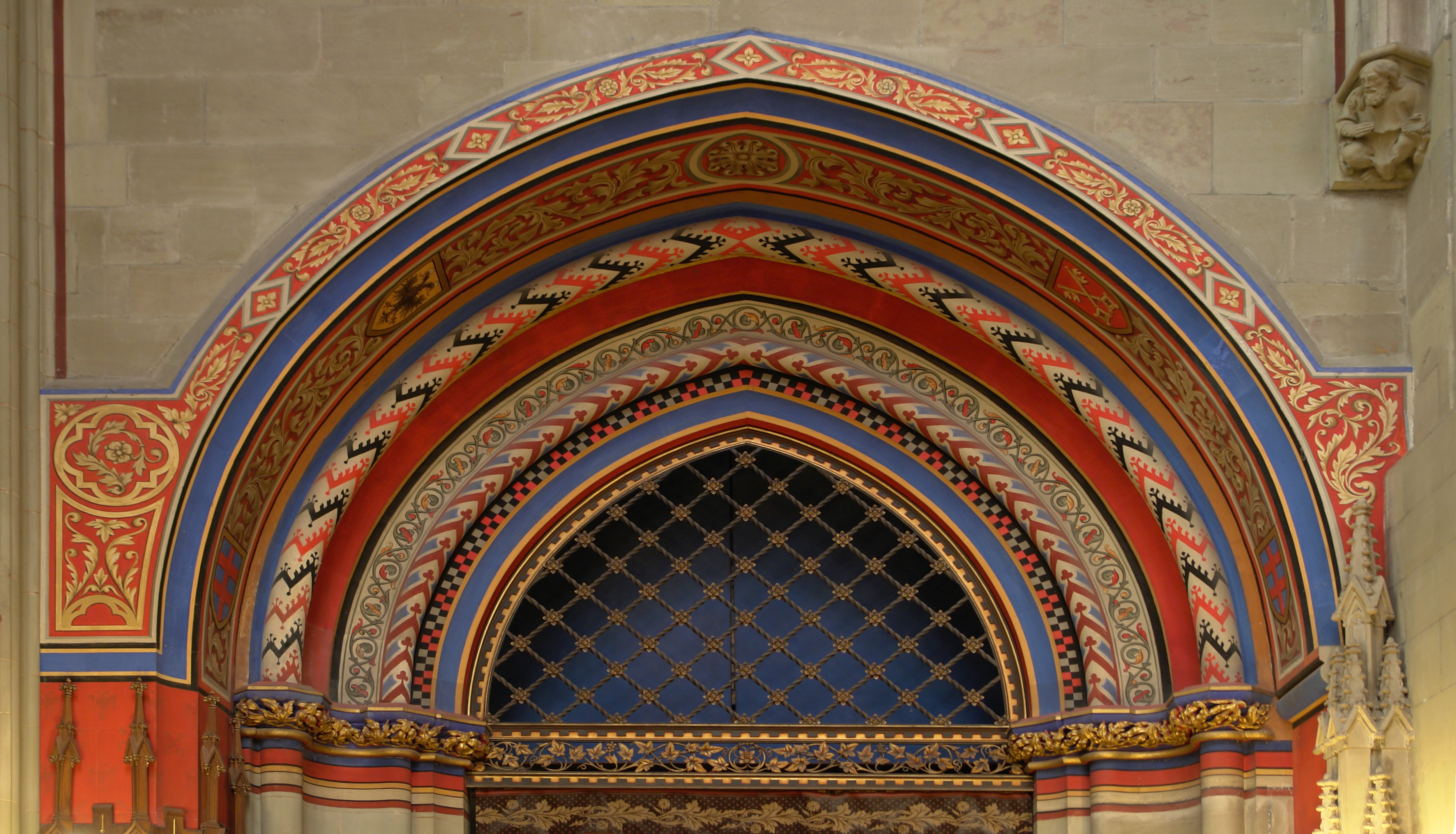
Porte de la chapelle des Macchabées.
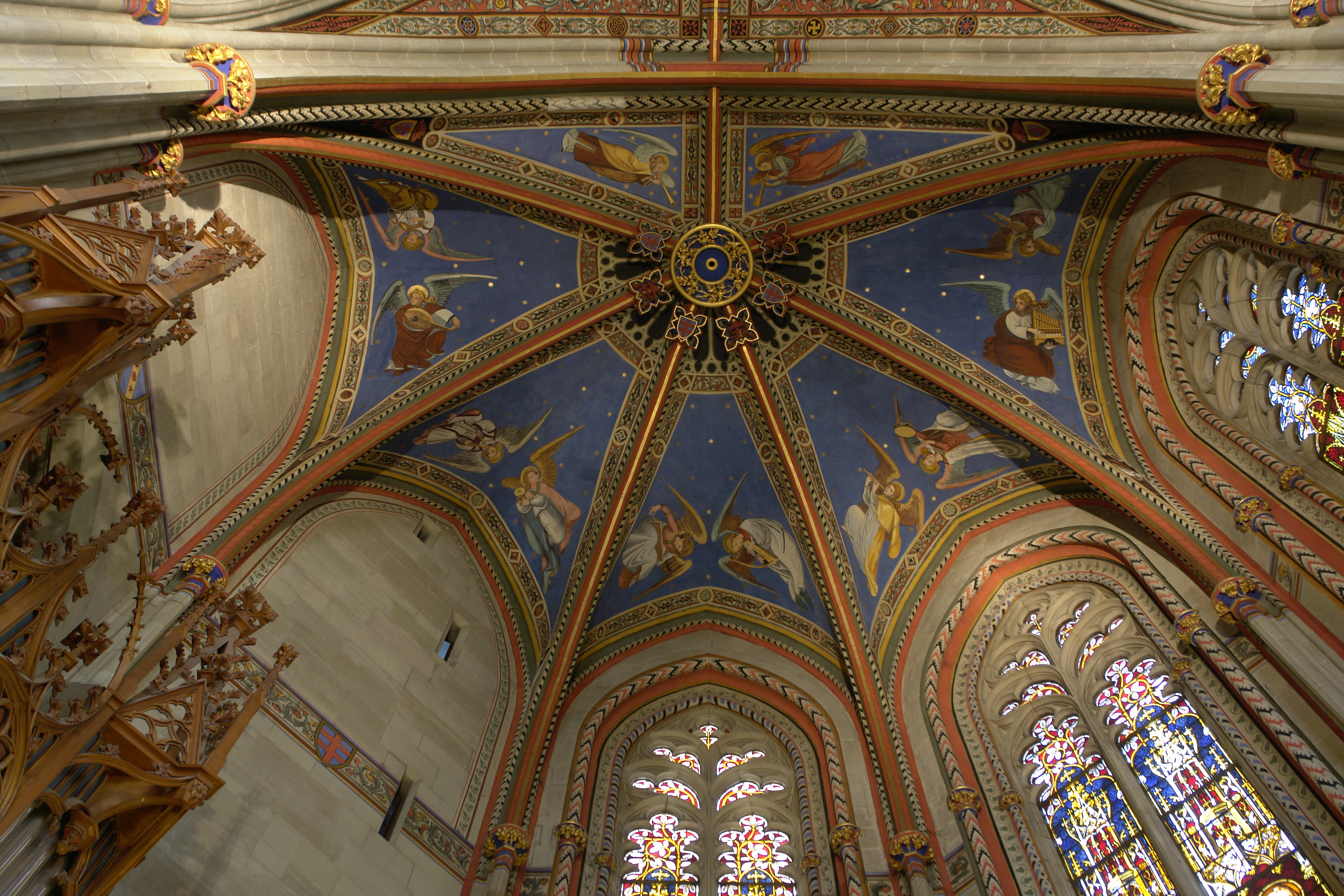
Plafond de la chapelle des Macchabées.
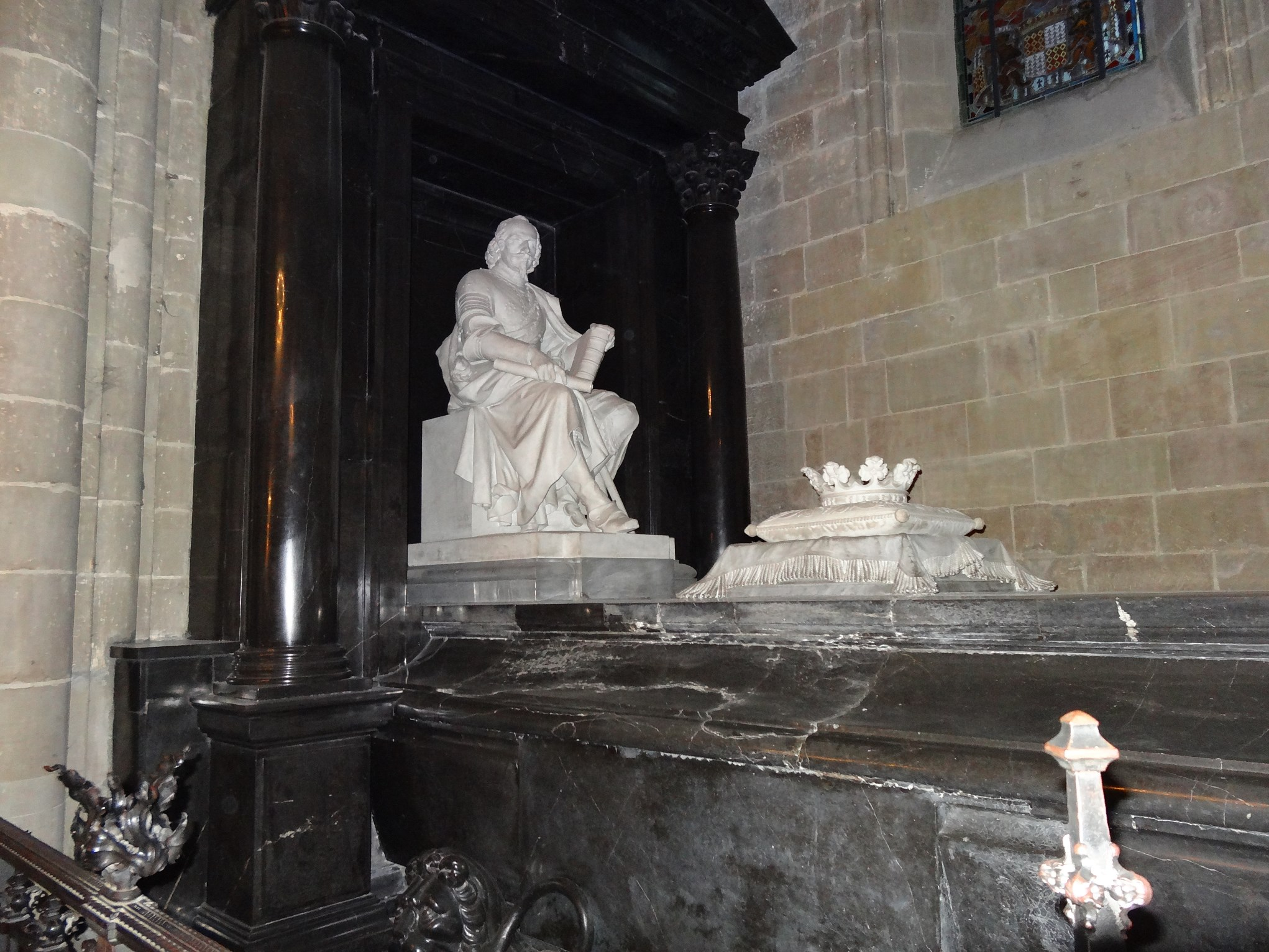
Tombe Henri II de Rohan.